# جبل سيروا
جزيرة سيروا أو جبل سيروا كما تُسمى في بعض المواقع، هي جزيرة بركانية تقع في بحر باندا، إندونيسيا. إداريا هي جزء من مقاطعة مالوكو. القرية الرئيسة فيها هي قرية جيريلي.
جبل سيروا هو بركان طبقي على جزيرة سيروا، آخر ثوران له كان في عام 1921.
اللغة السيروية هي اللغة الأسترونيزية التي يتحدث بها السكان على هذه الجزيرة. سكان هذه الجزيرة نقلوا إلى جزيرة سيرام بسبب النشاط البركاني على الجزيرة.

## وصلات خارجية
- جزيرة سيروا، بركان سيروا.

إحداثيات: 6°18′S 130°0′E / 6.300°S 130.000°E